# SDMO
SDMO Industries est une entreprise industrielle spécialisée dans les groupes électrogènes, située à Brest. SDMO est, en 2016, le premier constructeur européen de groupes électrogènes et le 3e au niveau mondial.

## Implantations
SDMO estime son effectif à 850 personnes environ sur l’ensemble de ses sites, dont la très grande majorité sur Brest, et réalise 70 % de son chiffre d’affaires à l'export.

## Historique
- 1966 : création de SDMO à Brest par le groupe Meunier, importante famille industrielle de la région, qui place à sa tête Guy Coisnon. SDMO (Société de diffusion des moteurs de l’Ouest) est alors spécialisée dans la distribution de moteurs marins.
- 1969, SDMO industries décide de consacrer une partie de son activité à la fabrication de groupes électrogènes. Elle délaisse peu à peu son activité initiale et ne conserve que la branche conception et fabrication de groupes électrogènes.
- De 1970 à 1985, SDMO ouvre des agences dans l’Hexagone, puis signe son premier contrat sur le territoire africain.
- 1986, EDF lance l'offre EJP (effacement jour de pointe). Cette mesure économique permet à SDMO de gagner en notoriété sur le territoire français et d’augmenter fortement son volume d’affaires. Elle étend alors sa présence en Europe.
- Au début des années 1990, SDMO ouvre des filiales en Espagne et Angleterre, puis à Singapour.
- 1995, elle monte une nouvelle usine et un ensemble de bureaux de 15 000 m2, à Guipavas, aux portes de Brest[2],[3],[4].
- 2001 : ouverture de trois nouvelles filiales en Argentine, Brésil et États-Unis et d’un bureau de représentation en Algérie.
- 2003 : ouverture d’une filiale en Belgique.
- 2005 : ouverture d’une filiale au Nigeria.
- 2005, la famille Meunier cède SDMO, ainsi que deux autres de ses sociétés, SOREEL et BES, au groupe Kohler Co., multinationale familiale américaine, dont la branche Kohler Power System conçoit et fabrique également des groupes électrogènes. Jean-Marie Soula est nommé à la tête de l’entreprise[5],[6].
- 2006 : implantation d’un bureau de représentation à Dubaï.
- 2006 : Kohler procède à un partage des zones géographiques de commercialisation entre SDMO et KPS pour éviter que les deux marques se retrouvent en concurrence. SDMO couvre l'Europe, l'Afrique, le Moyen-Orient et l'Amérique du Sud. Kohler conserve l’Amérique du Nord, l’Asie et l’Océanie.
- 2007 : implantation de deux nouveaux bureaux à Johannesbourg (Afrique du Sud) et Moscou (Russie).
- 2010 : ouverture d’une filiale en Allemagne et construction d'une extension de 15 000 m2 à la surface de production de Guipavas.
- 2012 : ouverture d’un bureau en Égypte. Inauguration du nouveau site de production à Guipavas qui s'étend désormais sur 40 000 m2. Rachat de la société Maquigeral, située à Sao Paulo et 3e fabricant brésilien de groupes électrogènes.
- 2016 : la marque SDMO devient Kohler SDMO. Elle intègre une nouvelle gamme de produits supérieurs à 700 kVA, équipés de moteurs Liebherr badgés Kohler[7].

## Activité
La gamme de produits standard de SDMO se compose de plusieurs gammes de groupes électrogènes, destinés à des publics et des applications variés :
- groupes électrogènes de petite puissance, groupes de soudage et motopompes pour les particuliers et professionnels du bâtiment ;
- groupes électrogènes de secours pour les habitations individuelles ou petits collectifs ;
- groupes électrogènes standard configurables de puissance moyenne à importante. Ils sont utilisés pour une alimentation en continu ou en secours, notamment dans les centres commerciaux, les centres de données, les plateformes offshore et les télécommunications ;
- groupes électrogènes destinés aux professionnels de la location ;
- groupes électrogènes spécifiques pour des applications particulières ou technologiquement exigeantes (biogaz, moteur semi-rapide, cogénération, etc.).

En plus de ses gammes de produits standards, des groupes électrogènes de 0,9 à 200 MW[réf. souhaitée], SDMO fournit des services tels que la conception de groupe sur-mesure, des formations en mécanique ou en électricité.